# Wargnies-le-Petit
Wargnies-le-Petit é uma comuna francesa na região administrativa de Altos da França, no departamento do Norte. Estende-se por uma área de 5.22 km². Em 2010 a comuna tinha 774 habitantes (densidade: 148,3 hab./km²).